# Соснівка (Олевська міська громада)
Сосні́́вка (МФА: [soˈsɲiu̯kɐ] ( прослухати); до 1960 року Чиста Лужа) — село в Україні, в Коростенському районі Житомирської області. Входить до складу Олевської міської громади. Населення становить 374 осіб.

## Географія
Село розташоване на правому березі річки Замликів.

## Населення
Згідно з переписом УРСР 1989 року чисельність наявного населення села становила 362 особи, з яких 171 чоловік та 191 жінка.
За переписом населення України 2001 року в селі мешкали 374 особи.

### Мова
Розподіл населення за рідною мовою за даними перепису 2001 року:
| Мова       | Відсоток |
| ---------- | -------- |
| українська | 98,40 %  |
| російська  | 1,07 %   |
| інші       | 0,53 %   |